# Глинкинская премия
Глинкинская премия — ежегодная музыкальная премия, учреждённая меценатом М. П. Беляевым. Вручалась с 1884 по 1917 год.
Митрофан Петрович Беляев (1836—1903), состоятельный лесопромышленник, получил домашнее музыкальное образование и был музыкантом-любителем. В 1884 году он отошёл от дел и посвятил себя меценатской и просветительской деятельности. В числе его заслуг — организация Русских симфонических концертов и Русских квартетных вечеров. Музыканты, собиравшиеся в доме Беляева, стали называться «Беляевским кружком».
В 1884 году М. П. Беляев учредил Глинкинскую премию, названную в честь великого русского композитора М. И. Глинки. Премия вручалась за лучшие произведения, созданные русскими композиторами в течение года. Отбор происходил по пяти категориям, в первую очередь отмечались камерные и симфонические произведения, но также оперы, балеты и произведения вокального жанра. Само вручение было приурочено к 27 ноября — дате премьерных исполнений опер Глинки «Руслан и Людмила» (1836) и «Иван Сусанин» (1842). Широкой гласности эти награждения не предавались; более того, премия вручалась не лично Беляевым, а В. В. Стасовым от имени «неизвестного». Общая сумма премий, вручённых до 1903 года, составила более 60 тыс. рублей (размер отдельных премий определялся в зависимости от категории и составлял около 500—1000 рублей, иногда более).
После смерти Беляева Глинкинская премия продолжала вручаться созданным для этой цели «Попечительным советом для поощрения русских композиторов и музыкантов», которому Беляев завещал полтора миллиона рублей. Первый состав совета назначил сам меценат: в него вошли композиторы А. Н. Римский-Корсаков, А. К. Лядов и А. К. Глазунов.
Всего с 1884 по 1917 год Глинкинской премией было отмечено 216 произведений различных жанров. Её лауреатами становились М. А. Балакирев, А. П. Бородин, П. И. Чайковский, А. Н. Римский-Корсаков, С. И. Танеев, А. С. Аренский, А. К. Глазунов, Ц. А. Кюи, А. К. Лядов, С. В. Рахманинов, А. Н. Скрябин, Р. М. Глиэр, Я. Витолс и другие композиторы.